# 검암역
검암(검암역 로얄파크씨티)역(Geomam(Geomam Station Royal Part Ctiy)Station, 黔岩驛)은 인천광역시 서구 검암동에 있는 공항철도와 인천교통공사의 전철역이자 환승역이다. 인천국제공항철도와 인천 도시철도 2호선이 운행된다. 인천 도시철도 2호선은 이 역부터 검바위역까지 지상 구간이다. 인천국제공항철도는 심야에 4편성이 주박한다.

## 구조

### 공항철도
지상 2층 규모의 지상역으로, 지상 1층에 역무실과 개찰구가 있고 승강장은 지상 2층에 있다. 출구는 1곳이다. 승강장은 2면 4선의 쌍섬식 승강장으로, 바깥쪽의 1·2번 승강장이 본선, 안쪽의 3·4번 승강장이 부본선이다. 부본선 승강장에는 스크린도어가 설치되어 있으며, 본선 승강장의 스크린도어는 저상 승강장 개수와 함께 철거되었다.
개통 당시에는 모든 승강장이 인천국제공항철도의 차량에 맞춘 고상 승강장이었다. 부본선은 일반열차가 직통열차를 대피할 때만 사용되었고, 직통열차를 대피하지 않는 일반열차나 이 역을 무정차 통과하는 직통열차는 본선을 사용하였다. 2014년 6월 30일 인천국제공항 착발 KTX 운행과 함께 본선 승강장은 KTX 차량에 맞추어 저상 승강장으로 개조 및 확장되었다. 이후 인천국제공항철도 일반열차는 부본선만을 사용하고, 이 역에 정차하는 KTX와 통과하는 직통열차는 본선의 저상 승강장을 사용하여 여객을 취급하였다. KTX의 운행이 중지된 이후로도 일반열차가 부본선을, 직통열차가 본선을 사용하는 형태가 이어지고 있다. 현재 본선 승강장은 다시 고상홈으로 개조 하고 스크린도어도 설치되었다.
역 서쪽에는 유치선이 4선 있어 보선 차량이나 주박 차량의 유치, 당역 발착 일반열차의 회차에 사용된다.
| ↑계양           |
| ２４ \| ３１ \| |
| 청라국제도시↓   |

| 1 | ● 인천국제공항철도 | 청라국제도시 · 공항화물청사 · 인천공항1터미널 · 인천공항2터미널 방면                              |
| 3 | ● 인천국제공항철도 | 당역 종착 · 청라국제도시 · 공항화물청사 · 인천공항1터미널 · 인천공항2터미널 방면(직통열차 대피시) |
| 4 | ● 인천국제공항철도 | 계양 · 김포공항 · 디지털미디어시티 · 홍대입구 · 공덕 · 서울역 방면(검암발 또는 직통열차 대피시)   |
| 2 | ● 인천국제공항철도 | 계양 · 김포공항 · 디지털미디어시티 · 홍대입구 · 공덕 · 서울역 방면                                |

### 인천교통공사
지상 4층 규모의 지상역이다. 1층에는 출구와 공항철도 역을 연결하는 야외에 노출된 환승통로가, 2층에는 개찰구가 있으며, 승강장은 4층에 있다. 출구는 2곳이며, 이중 한 곳은 지상으로, 다른 한 곳은 시천교와 지상을 잇는 엘리베이터로 연결된다. 승강장은 2면 2선의 상대식 승강장이다. 스크린도어가 설치되어 있다. 또한 인천 도시철도 역중에 가장 높은 역이며, 부역명은 검암역 로열파크씨티이다.
| 독정 ↑   |
| 하 \| 상 |
| ↓ 검바위 |

| 상행 | ● 인천 도시철도 2호선 | 독정 · 완정 · 마전 · 검단사거리 · 왕길 · 검단오류 방면              |
| 하행 | ● 인천 도시철도 2호선 | 아시아드경기장 · 서구청 · 석남 · 인천가좌 · 주안 · 만수 · 운연 방면 |

## 역사
- 2007년 3월 23일: 인천국제공항철도 개통과 함께 영업 개시
- 2014년 6월 30일: KTX 운행 개시
- 2016년 7월 30일: 인천 도시철도 2호선 개통[1]과 함께 환승역이 됨
- 2018년 2월 9~25일: 2018년 동계 올림픽 관계로 경부선 및 호남선 KTX 운행 중지, 경강선 계통만 운행
- 2018년 3월 23일: 2018년 동년에 위와 같이 KTX 전 열차 운행 중지
- 2018년 7월 30일: KTX 운행 폐지

## 역 주변
| 나가는 곳 | 방면 |
| --------- | --- |
| 1         | 인천검암초등학교 검암중학교 인천광역시서부교육청 검암소방파출소 검암경서동 행정복지센터 검암119안전센터 공항철도 본사      |
| 2         | 시천가람터(경인아라뱃길) 서구국민체육센터 검암경서동 행정복지센터 인천검암초등학교 검암중학교 검암119안전센터 간재울중학교 |
| 3         | 시천교 인천검암초등학교 검암중학교 상동공원 서구국민체육센터 시천공원(경인아라뱃길)                                        |

## 이용객 변동
2007년 자료는 개통일인 2007년 3월 23일부터 12월 31일까지인 284일 기준으로 환산한 것이다.
| 노선     | 노선 | 일평균 인원수 (명/일) | 일평균 인원수 (명/일) | 일평균 인원수 (명/일) | 일평균 인원수 (명/일) | 일평균 인원수 (명/일) | 일평균 인원수 (명/일) | 일평균 인원수 (명/일) | 일평균 인원수 (명/일) | 일평균 인원수 (명/일) | 각주  |
| 노선     | 노선 | 2007년                | 2008년                | 2009년                | 2010년                | 2011년                | 2012년                | 2013년                | 2014년                | 2015년                | 각주  |
| -------- | ---- | --------------------- | --------------------- | --------------------- | --------------------- | --------------------- | --------------------- | --------------------- | --------------------- | --------------------- | ----- |
| 공항철도 | 승차 | 1,052                 | 1,817                 | 2,433                 | 3,422                 | 9,001                 | 14,650                | 17,741                | 17,708                |                       | [ 2 ] |
| 공항철도 | 하차 | 978                   | 1,686                 | 2,290                 | 3,262                 | 8,281                 | 13,540                | 16,288                | 16,310                |                       | [ 2 ] |

## 사진

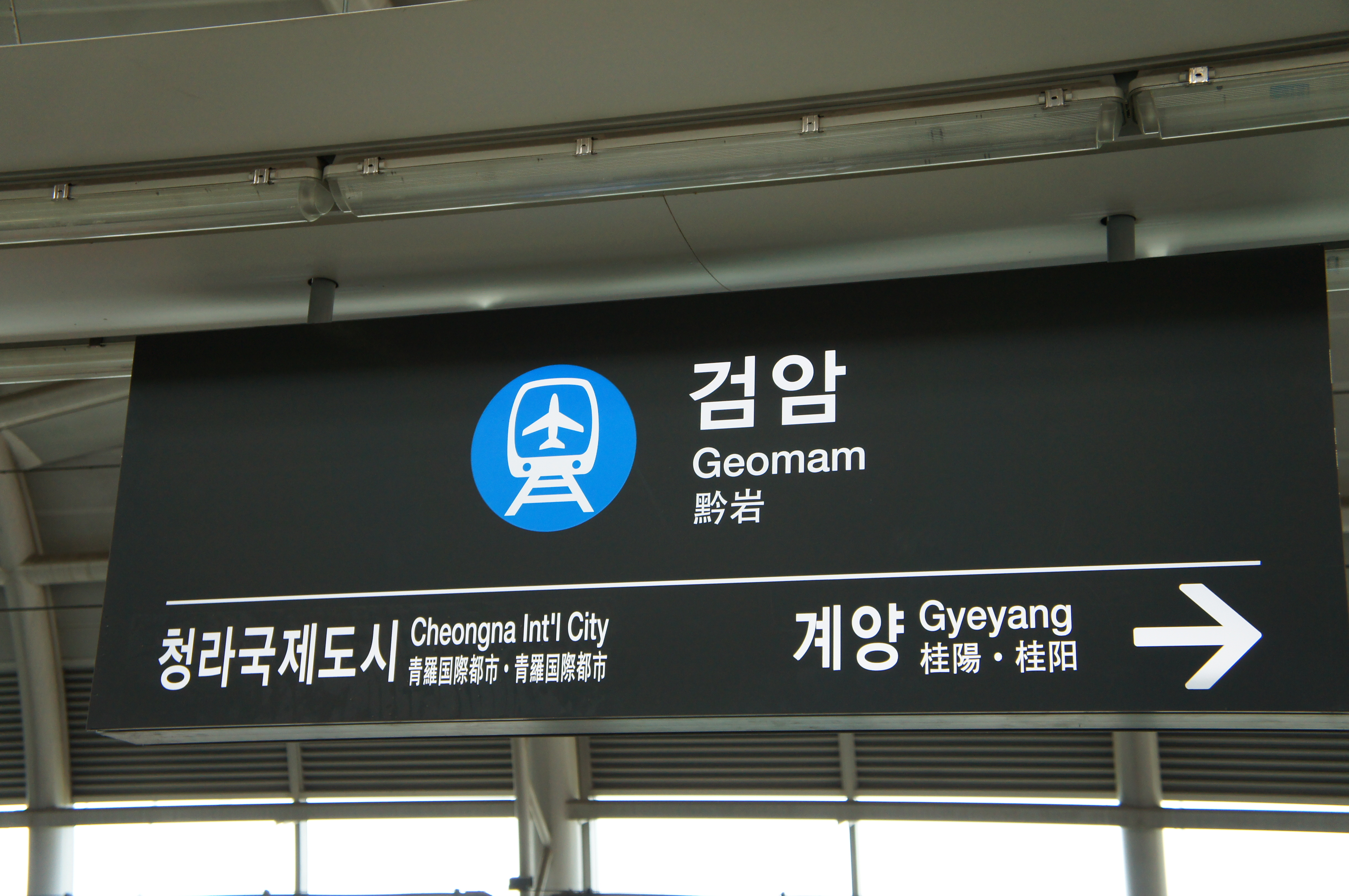
공항철도 역명판
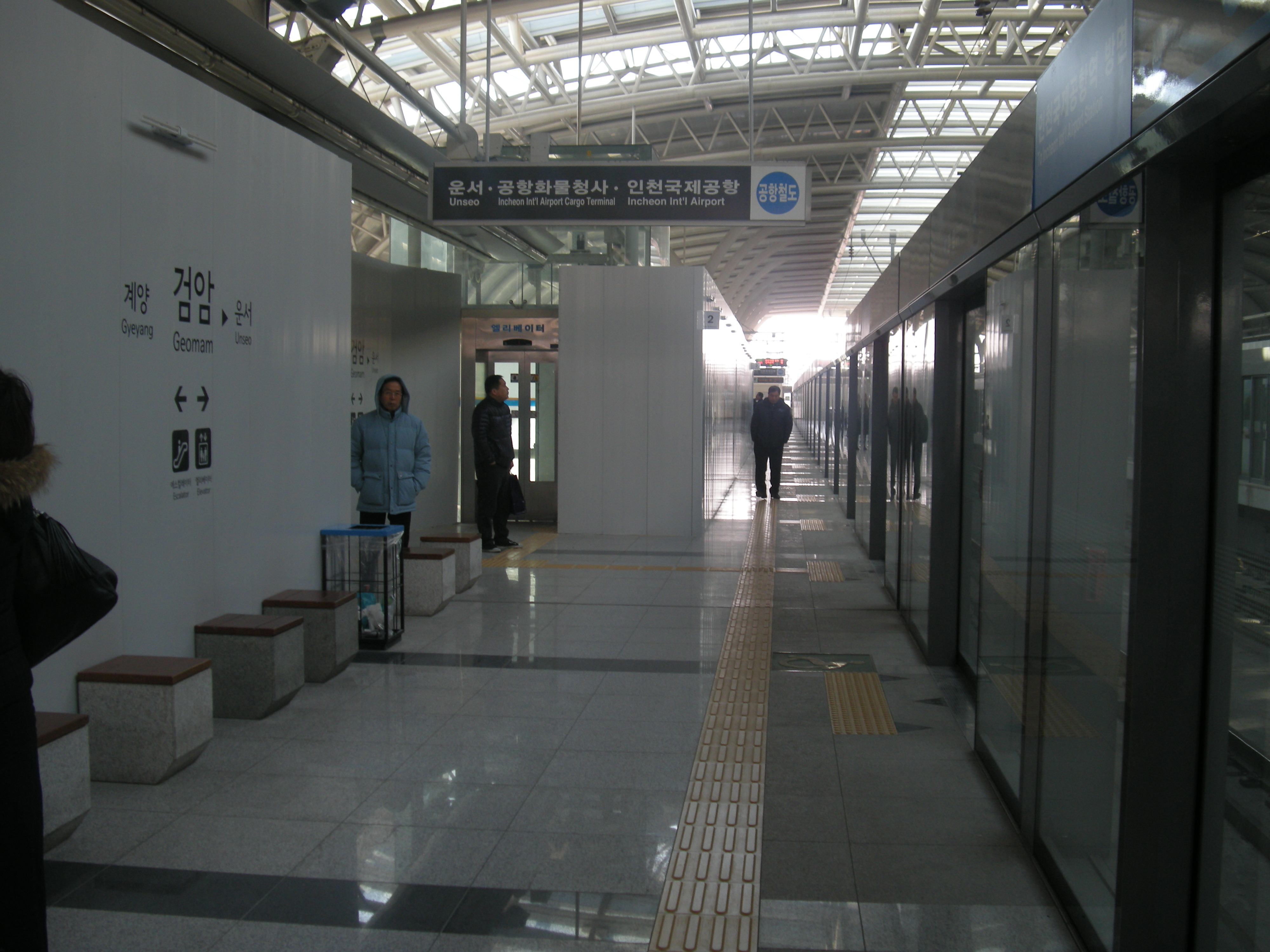
공항철도 2번 승강장 (KTX 승강장 공사 당시)
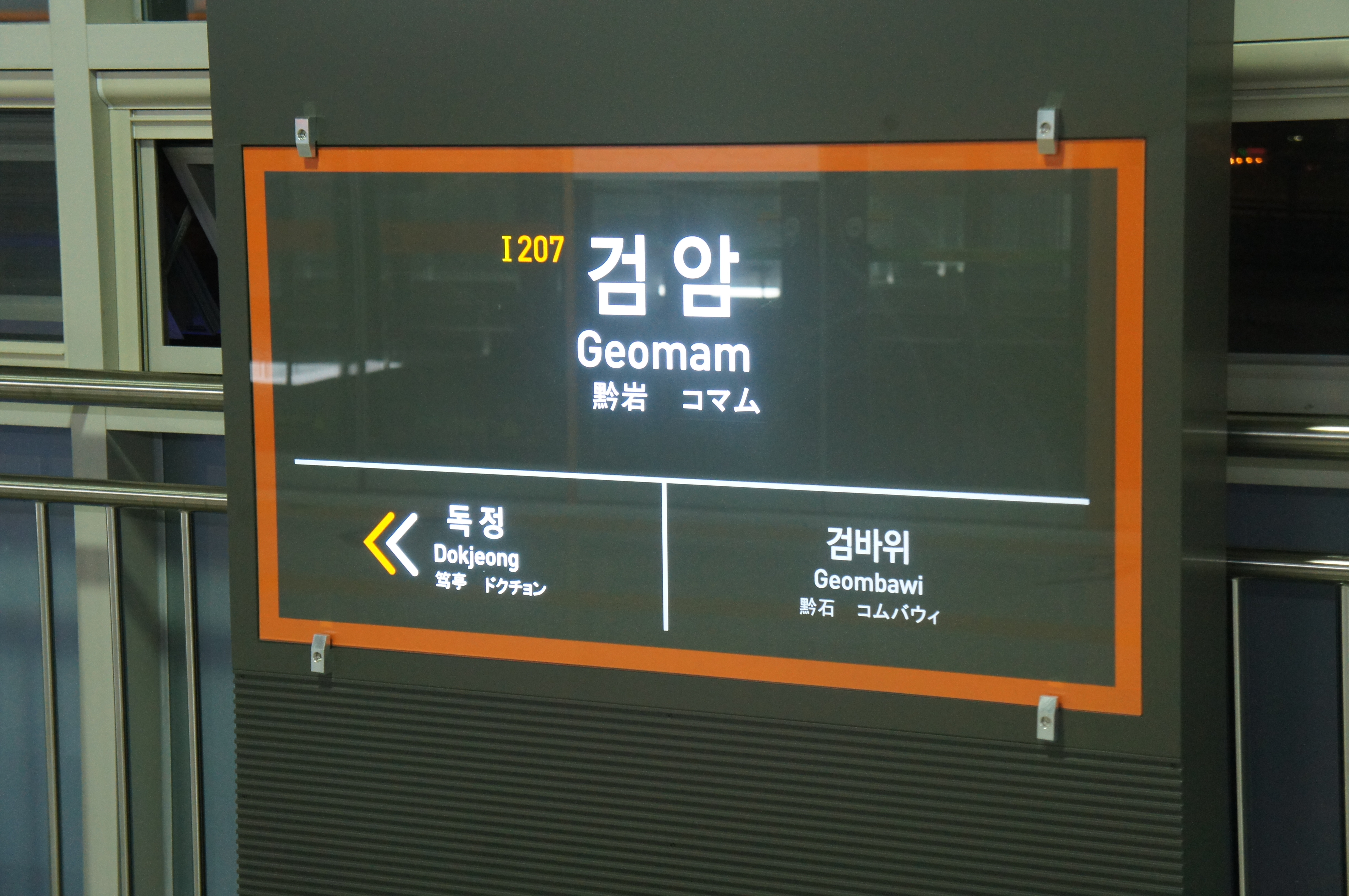
인천 2호선 역명판
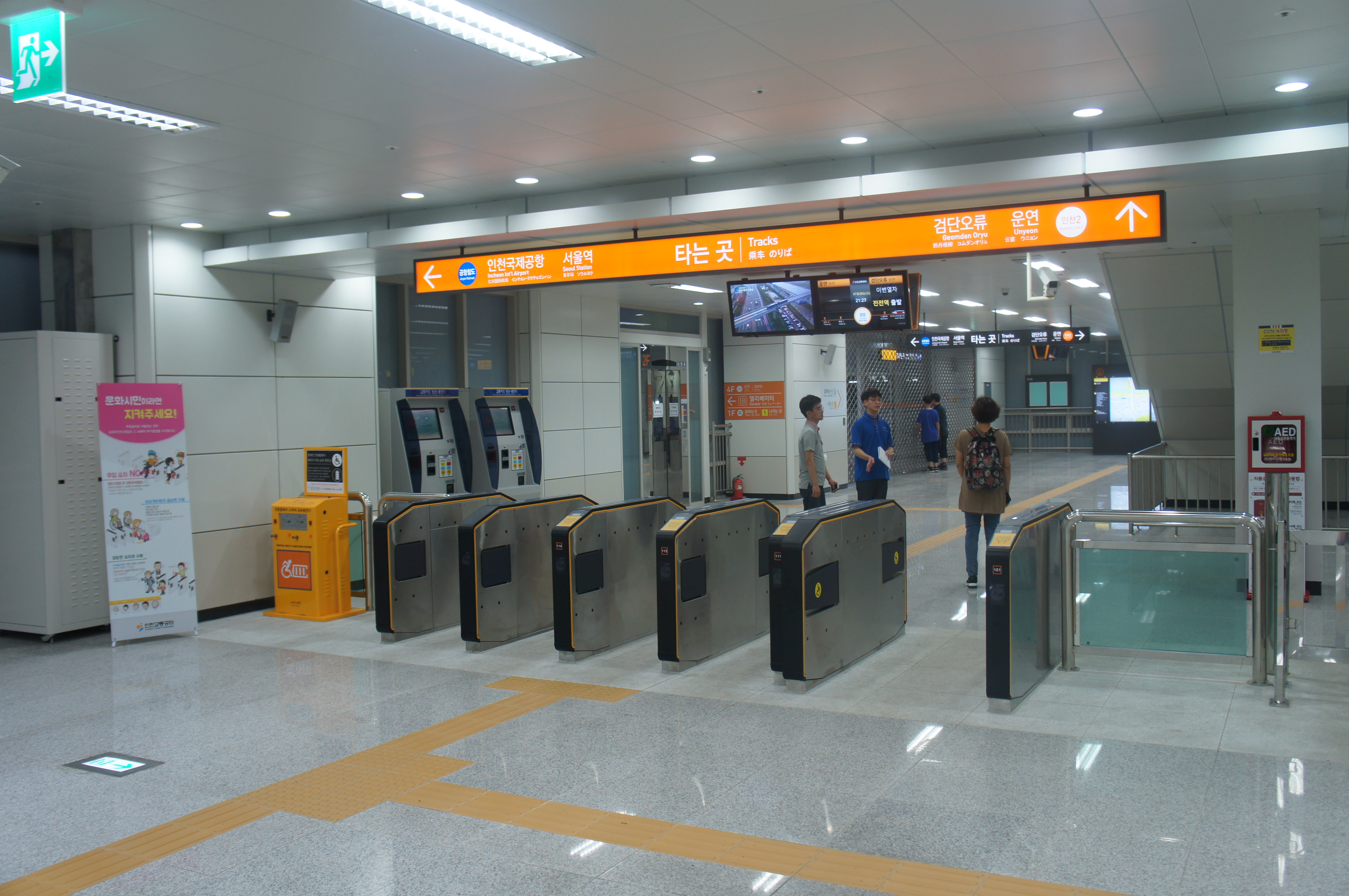
인천 2호선 대합실
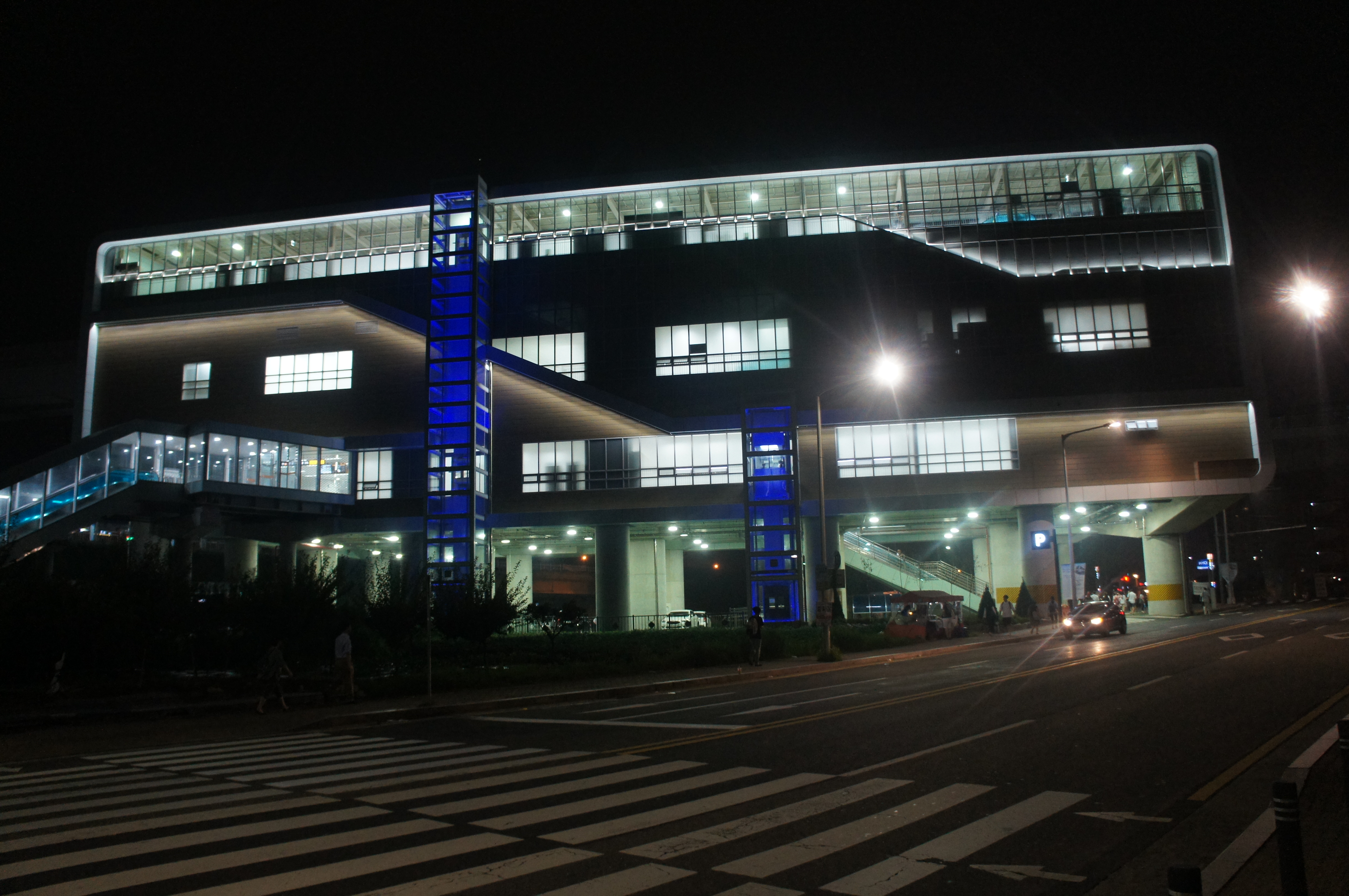
역사 (야경)
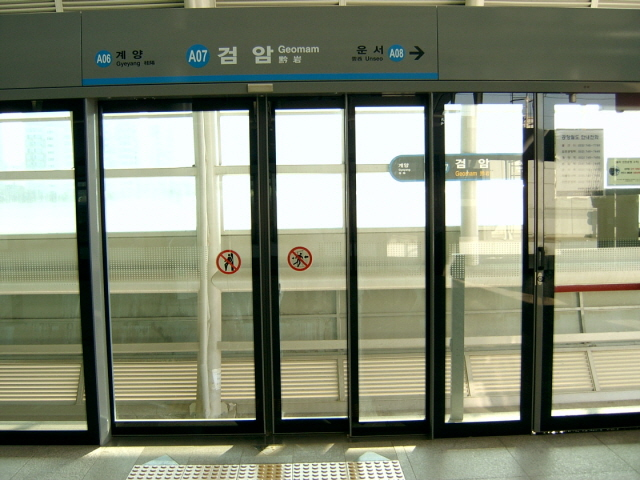
인천국제공항 방면 승강장 (KTX 승강장 공사 전)

## 인접한 역
| 인천 도시철도 2호선     | 인천 도시철도 2호선     | 인천 도시철도 2호선                    |
| ----------------------- | ----------------------- | -------------------------------------- |
| I206 독정 검단오류 방면 | ● 인천 도시철도 2호선   | I208 검바위 운연 방면                  |
| 인천국제공항선          |                         |                                        |
| A06 계양 서울역 방면    | ● 인천국제공항철도 일반 | A071 청라국제도시 인천공항2터미널 방면 |